# Callidium piceonotatum
Callidium piceonotatum är en skalbaggsart som beskrevs av Maurice Pic 1933. Callidium piceonotatum ingår i släktet Callidium och familjen långhorningar. Inga underarter finns listade.